# Anne Baastrup
Anne-Margrete Baastrup (født 7. april 1952 i Aalborg) er cand.jur., faglig sekretær og tidligere folketingsmedlem for Socialistisk Folkeparti.

## Baggrund
Anne Baastrup blev født i 1952 i Aalborg, 
som datter af kontorchef Jørgen Baastrup og forretningsindehaver Inger Baastrup.[kilde mangler]
Hun blev student fra Aalborghus Statsgymnasium i 1970 og cand.jur. fra Københavns Universitet i 1976. Hun er gift, har tre børn og seks børnebørn og bosiddende i København V og Bogense.
Baastrup har en karriere som offentlig ansat og i fagbevægelsen.
Hun var ansat som fuldmægtig i Kommunernes Landsforening fra 1976 og frem til 1980, hvor hun skiftede til en stilling i Folketinget som udvalgssekretær. 
I 1987 overgik hun til en stilling som fuldmægtig i Ligestillingsrådet.
Siden 1989 har hun været faglig sekretær i FTF.

## Politisk karriere
Baastrup meldte sig ind i SF (Socialistisk Folkeparti) i 1987.
I en årrække var hun aktiv i Københavns skolepolitik.
Hun var medlem af SF-Københavns skoleudvalg 1988-93, formand for skolenævn og medlem af bestyrelse for Bellahøj Skole 1988-92, formand for Fællesrådet for Folkeskolen i København 1990-92 og for Skole og Samfunds forretningsudvalg i København 1990-92.[kilde mangler]
Hun blev medlem af SF's hovedbestyrelse i 1992 og fortsatte som medlem frem til 2001.
I 1994 blev Baastrup opstillet som folketingskandidat i Køgekredsen.
Ved Folketingsvalget den 21. september 1994 blev hun valgt på et tillægsmandat i Roskilde Amtskreds med 2.404 personlige stemmer.
I 1999 skiftede hun opstillingskreds til Odense Østkredsen.
I Folketinget har Baastrup været formand for Retsudvalget fra 2001 til 2005 og igen fra 2011 til 2012. Imellem 1998 og 2001 og igen imellem 2005 og 2010 var hun dets næstformand.
Som formand for Retsudvalget var hun ansvarlig for udnævnelse af tidligere Rigsadvokat Jørgen Steen Sørensen, som ny Ombudsmand og afløser for Hans Gammeltoft Hansen.[kilde mangler]
Baastrup er partiets socialordfører. Hun har tidligere være sundhedsordfører, uddannelsesordfører, arbejdsmiljøordfører, handicapordfører og psykiatriordfører, indfødsretsordfører og trafikordfører.
Hun har deltaget i udarbejdelsen af forskellige programmer og debatoplæg, f.eks. debatoplægget »Mere Samfund – mindre stat«, SF's forskellige valgprogrammer samt samtlige programmer vedrørende integration og EF/EU siden 1993.[kilde mangler]
I maj 2008 tabte hun, i en urafstemning mod borgmester Bo Asmus Kjeldgaard, slaget om at blive partiets spidskandidat i Københavns Kommune. Derefter meddelte hun at hun ikke vil genopstille til Folketinget. Hun meddelte senere, at hun alligevel agtede at søge genvalg.
Som sine mærkesager nævner Baastrup "vækst, jobs og uddannelse", "kollektiv trafik" og "mennesker med handicap". Hun ønsker at der skal satses "massivt på uddannelse" og at den kollektive trafik skal udbygges.

## Tillidshverv og priser
Baastrup er medlem af bestyrelsen for Fonden for Socialt Ansvar og Syddansk Erhvervsskole.
Hun har modtaget SL-prisen i 2004 fra Socialpædagogernes Landsforbund.